# Excavateur (mijnbouw)

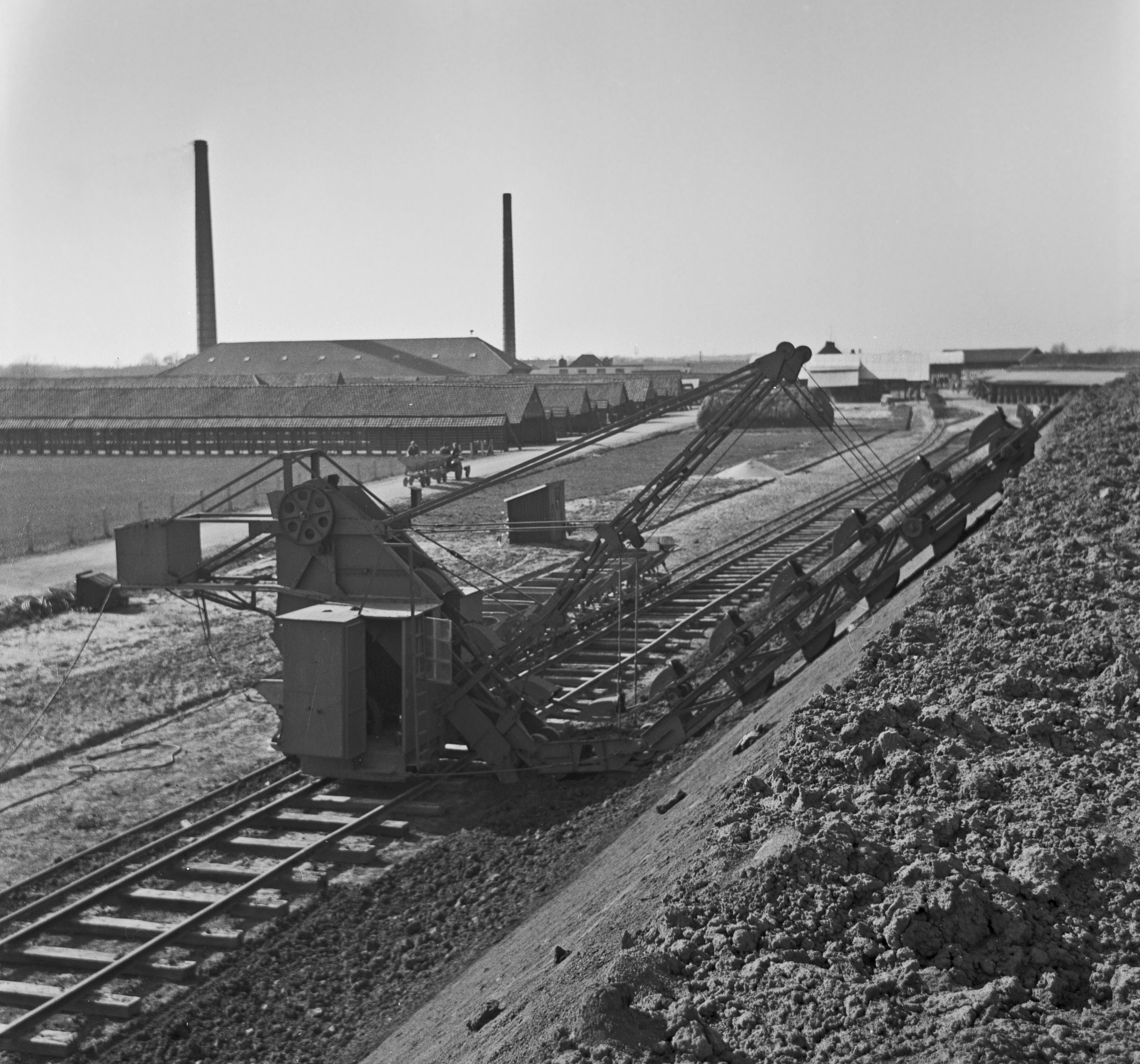
Een klei-excavateur in Oeffelt (1958).

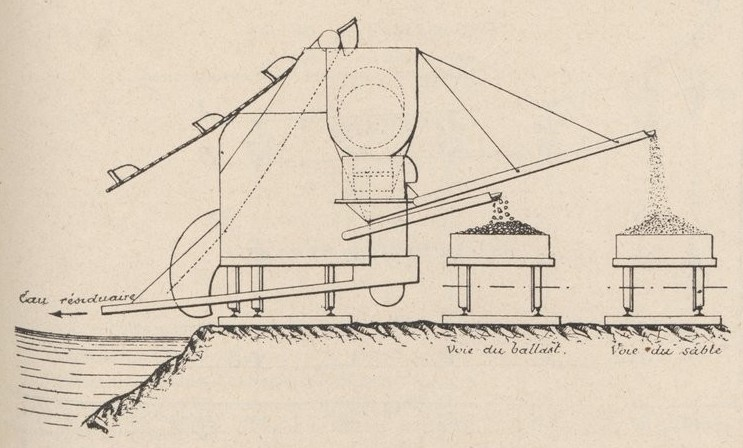
Schema uit 1911 van een excavateur-transporteur bij een grindgat bij Bouvaincourt-sur-Bresle (Frankrijk). De machine scheidt het materiaal in twee fracties (grind en zand), die via lopende banden in wagons gestort worden.

Een excavateur is een grote graafmachine die gebruikt wordt in dagbouwmijnen en afgravingen.
Excavateurs worden voornamelijk gebruikt in dagbouwmijnen om grote hoeveelheden klei, bruinkool of zand af te graven. Ze worden ook gebruikt bij waterwerken en grondwerken, zoals bij de aanleg van het Panamakanaal en het graven van zandgaten.
Zo'n machine kan grote aantallen arbeiders vervangen. In de 19e en de eerste  helft van de 20e eeuw deed de aanduiding IJzeren Man opgeld en die is overgegaan op een aantal Nederlandse waterpartijen.
De machine bestaat uit een lange arm met daaraan een serie bakken of emmers, die door een ronddraaiend kabel- of kettingsysteem worden voortbewogen, vergelijkbaar met een emmerbaggermolen. De eerste excavateurs werkten op stoomkracht, later werden verbrandings- of elektromotoren ingezet. Deze grote graafmachines bewegen zich meestal voort op rails of rupsbanden.
Excavateur-transporteurs zijn types die een lopende band hebben om het uitgegraven materiaal af te voeren.
Tegenwoordig worden excavateurs in zand- en kleigroeves meer en meer vervangen door de flexibeler in te zetten graafmachines. In de grote bruinkoolmijnen werd de excavateur vervangen door de enorme graafwielbaggers.